# Јона Псковско-Печерски
Јона Псковско-Печерски (ум. 1480.) је био јеромонах Руске православне цркве. Прослављен је међу светима. Оснивач и први градитељ Псковско-печерског манастира (крај 15. века).

## Биографија
Име по рођењу му је било Јован. Дошао је из московске области. Крајем 1460-их је послат у град Јурјев , где је служио две и по године у цркви Светог Николаја Чудотворца коју су подигли Псковљани.
Око 1470. године био је принуђен да напусти Јурјев и упути се у Псков због прогона немачких католика. Тугујући због раставе од брата, свештеника Исидора, који је прихватио мученичку смрт, напустио је Псков и предао се подвигу у пећини у којој је раније живео подвижник Марко. Заједно са супругом Маријом почиње да копа малу цркву у планини. После смрти своје жене, која ју је задесила болест од претераног труда, примио је монашки постриг са именом Јона.
Завршио је изградњу пећинског храма и две келије, чиме је поставио темеље за Псковско-печерски манастир на реци Каменки, 56 миља од Пскова. Цркву није било могуће одмах осветити, свештенство Тројичког сабора у Пскову није смело да то учини због „необичности ствари“. Замоливши благослов од новгородског архиепископа Теофила, освештао је цркву у име Успења Богородице 15. марта 1473. године. Јона је од власника Јована Дементјева тражио земљиште за манастир.
Свети Јона се подвизавао у пећинском манастиру до 1480. године када је умро у миру.
Сахрањен је у пећини, али му је већ 1642. године створена нова гробница по наређењу псковског епископа Генадија.

## Поштовање
Његове мошти се чувају у Псковско-печерском манастиру, чији се сматра једним од ктитора. Празник је 29. март (11. април) (по јулијанском календару).
3. фебруара 2016. године, одлуком Архијерејског сабора Руске православне цркве, канонизован је за васељенско поштовање.